# Termedia
Termedia – wydawnictwo medyczne zajmujące się publikacją czasopism i książek o charakterze naukowym i edukacyjno-poglądowym dla środowiska medycznego. Organizuje również zjazdy, kongresy i konferencje.

## Historia wydawnictwa
Firma funkcjonuje od 1993 roku, kiedy ukazało się pierwsze czasopismo – „Ginekologia Praktyczna”. Założycielem i prezesem była Halina Michalak. Z każdym kolejnym rokiem rosła liczba publikacji, a w 2010 roku Termedia wydała 27 czasopism oraz kilkadziesiąt książek.

## Działalność
Publikacje Termedii obejmują wszystkie dziedziny medycyny i zagadnienia dotyczące zarządzania w służbie zdrowia (miesięcznik „Menedżer Zdrowia”). Ukazują się one w formie czasopism, monografii, podręczników, leksykonów, poradników, reprintów i suplementów. Dziesięć czasopism medycznych Termedii ma impact factor (IF).
Firma przygotowuje konferencje, sympozja, kongresy i zjazdy o zasięgu ogólnopolskim i międzynarodowym o charakterze dydaktycznym i naukowym, skierowane do lekarzy wszystkich specjalności oraz menedżerów służby zdrowia. Od 2006 roku wspólnie z Polskim Towarzystwem Medycyny Rodzinnej organizuje kongres Top Medical Trends. Od 1999 roku przygotowuje również konkurs „Sukces Roku w Ochronie Zdrowia – Liderzy Medycyny”.
Wydawnictwo prowadzi portal www.termedia.pl umożliwiający bezpłatny dostęp do elektronicznej wersji artykułów z aktualnych numerów czasopism wydawnictwa oraz zasobów archiwalnych.
Ponadto Termedia stworzyła program rozwoju umiejętności menedżerskich w sektorze ochrony zdrowia w ramach inicjatywy Akademia Menedżera Zdrowia.
Siedziba firmy znajduje się w Poznaniu. Wydawnictwo ma również biuro w Warszawie.
W 2012 powstał imprint wydawnictwa Termedia o nazwie Filia, publikujący polską i zagraniczną beletrystykę. Od 2015 Filia stanowi samodzielną oficynę.